# Силвер Лејк (округ Ворен, Њу Џерзи)
Силвер Лејк (енгл. Silver Lake, Warren County) насељено је место без административног статуса у америчкој савезној држави Њу Џерзи.

## Демографија
По попису из 2010. године број становника је 368.
| Група             | 2000.    | 2010.       |
| Белци             | 0 (0,0%) | 332 (90,2%) |
| Афроамериканци    | 0 (0,0%) | 1 (0,3%)    |
| Азијати           | 0 (0,0%) | 5 (1,4%)    |
| Хиспаноамериканци | 0 (0,0%) | 29 (7,9%)   |
| Укупно            | 0        | 368         |